# Pelayo Ayala
Pelayo Ayala (Paraguay, 1942) es un exfutbolista de Paraguay que jugaba en la posición de delantero centro.

## Carrera

### Club
| Periodo   | Club                 |
| --------- | -------------------- |
| 1961-1967 | Club Libertad        |
| 1968-1971 | Deportes Antofagasta |
| 1972      | Club Always Ready    |
| 1973-1974 | Oruro Royal Club     |

### Selección nacional
Jugó para Paraguay en cinco partidos de la Copa América 1963 donde anotó un gol y logró el subcampeonato.

## Logros
- Primera B de Chile (1): 1968